# Puerta de Doña Urraca
La puerta de Doña Urraca (llamada también arco de Doña Urraca, y en alguna ocasión puerta de Zambranos) es una abertura en forma de puerta de acceso en el lienzo de la Muralla de Zamora. Se encuentra rodeada de dos grandes torreones. La denominación popular se debe a Urraca de Zamora, primogénita de Fernando I. La denominación puerta de Zambranos se debe a los restos del que fue su palacio, en la actualidad inexistente. Ha recibido otros nombres como puerta de San Bartolomé, o puerta de la Reina (o incluso puerta de Zambranos de la Reina).
Actualmente, está considerada como BIC (Bien de Interés Cultural) (fue declarada «Monumento artístico nacional» el 4 de agosto de 1874, con la denominación de «Las puertas de Doña Urraca y de San Torcuato con la parte de muralla adyacente a ellas que existe en la ciudad de Zamora»).

## Historia
Al ser las murallas zamoranas construidas por Alfonso III a finales del siglo X, cabe la posibilidad que esta abertura date de este periodo. El romancero pone nombre a esta puerta asignándole el nombre de Urraca, por ser ella la que se entrevista con Rodrigo durante el cerco de Zamora, posteriormente se denomina con otros nombres.

## Características
Formaba parte de una abertura del primer cordón de murallas de la ciudad. Posee un arco de medio punto que da a una calle estrecha del interior de la ciudad. Se conserva muy deteriorado un relieve que representa a la reina doña Urraca asomada a la ventana de su palacio, con el lema: Afuera, afuera Rodrigo, orgulloso castellano. Palabras, que según el Romancero, le dirigió la reina al Cid, cuando éste le propuso que cediera al asedio de la ciudad a su hermano Sancho II en su entrevista en 1072. Existe un lienzo en la iglesia de San Antolín describiendo pictóricamente la forma de la Puerta en la época de Urraca. En dicho lienzo se puede comprobar que la puerta se halla en la actualidad incompleta.